# Management - Un amore in fuga
Management - Un amore in fuga è un film del 2008 scritto e diretto da Stephen Belber, interpretato da Steve Zahn e Jennifer Aniston.
Presentato in anteprima al Toronto International Film Festival il 7 settembre 2008, il film è stato distribuito negli Stati Uniti con un numero limitato di copie, il 18 maggio dello stesso anno. In Italia il film è stato distribuito direttamente nel circuito televisivo, venendo trasmesso da Sky Cinema il 18 dicembre 2009 con il sottotitolo Un amore in fuga.

## Trama
Mike (Steve Zahn) vive in Arizona e lavora nel motel dei suoi genitori, come gestore di notte e tuttofare. Un giorno nota Sue (Jennifer Aniston), una venditrice di arte aziendale che alloggia nel motel. L'uomo si invaghisce di lei e si presenta alla porta della sua stanza con una bottiglia di vino, ma i suoi tentativi di conquistarla sono vani e viene messo alla porta. Mike non demorde e il giorno dopo bussa nuovamente alla stanza di Sue, questa volta con una bottiglia di champagne. Inaspettatamente la donna permette a Mike di toccarle il sedere. Dopo aver trascorso il week-end nel motel, Sue è in procinto di fare ritorno a casa, ma decide di ritardare la sua partenza e di copulare con Mike.
Mike si è innamorato e decide con i suoi risparmi di comprarsi un biglietto aereo per il Maryland, per andare a trovare Sue. La donna, che rimane molto sorpresa di vedere l'uomo con cui pensava di aver avuto solo una semplice avventura di sesso, per gentilezza non lo caccia e decide di ospitarlo a casa sua fino al mattino successivo. Nel frattempo i due iniziano a trascorrere del tempo assieme, conoscendosi meglio come amici. Successivamente Mike torna a casa sua e Sue lo raggiunge, alloggiando nuovamente al motel. I due trascorrono ancora molto tempo assieme e Sue ha modo di conoscere anche la madre di Mike, che è gravemente malata. Ma dopo il tempo passato assieme, Sue dice a Mike che per loro non c'è un futuro, visto che abitano in città lontane e hanno vite completamente diverse. Poco dopo la partenza di Sue, la madre di Mike muore. Dopo aver sparso le ceneri della madre nel luogo che la donna amava, Mike decide di cambiare vita, lasciando il motel per andare da Sue.
Arrivato in Maryland, Mike viene informato che Sue ha lasciato il lavoro, si è trasferita e si è rimessa con l'ex fidanzato Jango, un ex punk divenuto un magnate dello yogurt. Senza abbattersi, Mike continua la sua ricerca di Sue. Nel frattempo trova lavoro ed ospitalità presso un ristorante cinese, dove stringe amicizia con il figlio dei titolari, Al. Con l'aiuto di Al, Mike arriva a fare le cose più bizzarre per conquistare Sue, gettandosi con il paracadute ed atterrando nella piscina di Jango, venendo attaccato con una pistola a pallini e finendo in ospedale. Nonostante le minacce di Jango, Mike, sempre con la collaborazione di Al, arriva addirittura a cantare una serenata per Sue. Ma ogni tentativo dell'uomo viene spazzato via quando Sue lo informa che sta per sposarsi con Jango e che aspetta un bambino da lui.
Deluso, Mike decide di avvicinarsi al buddismo, e dopo aver trascorso del tempo assieme a degli aspiranti monaci torna al suo motel, nel frattempo gestito dal padre, ed inizia a riflettere sulla sua vita. Inizialmente Mike vorrebbe vendere il motel, ma il padre glielo cede in modo da poterlo trasformare in un ricovero per senzatetto, proprio come gli aveva detto Sue. Così Mike la chiama per informarla dei suoi progetti, ma al telefono risponde Jango che gli dice Sue lo ha lasciato ed è andata a vivere con la madre. Mike allora parte in macchina ed affronta un lungo viaggio per andare da Sue. Quando arriva da lei, Mike dice di amarla e di voler prendersi cura del suo bambino. Il film si conclude con Mike e Sue che si abbracciano, mentre lei tocca il sedere di lui.

## Cast

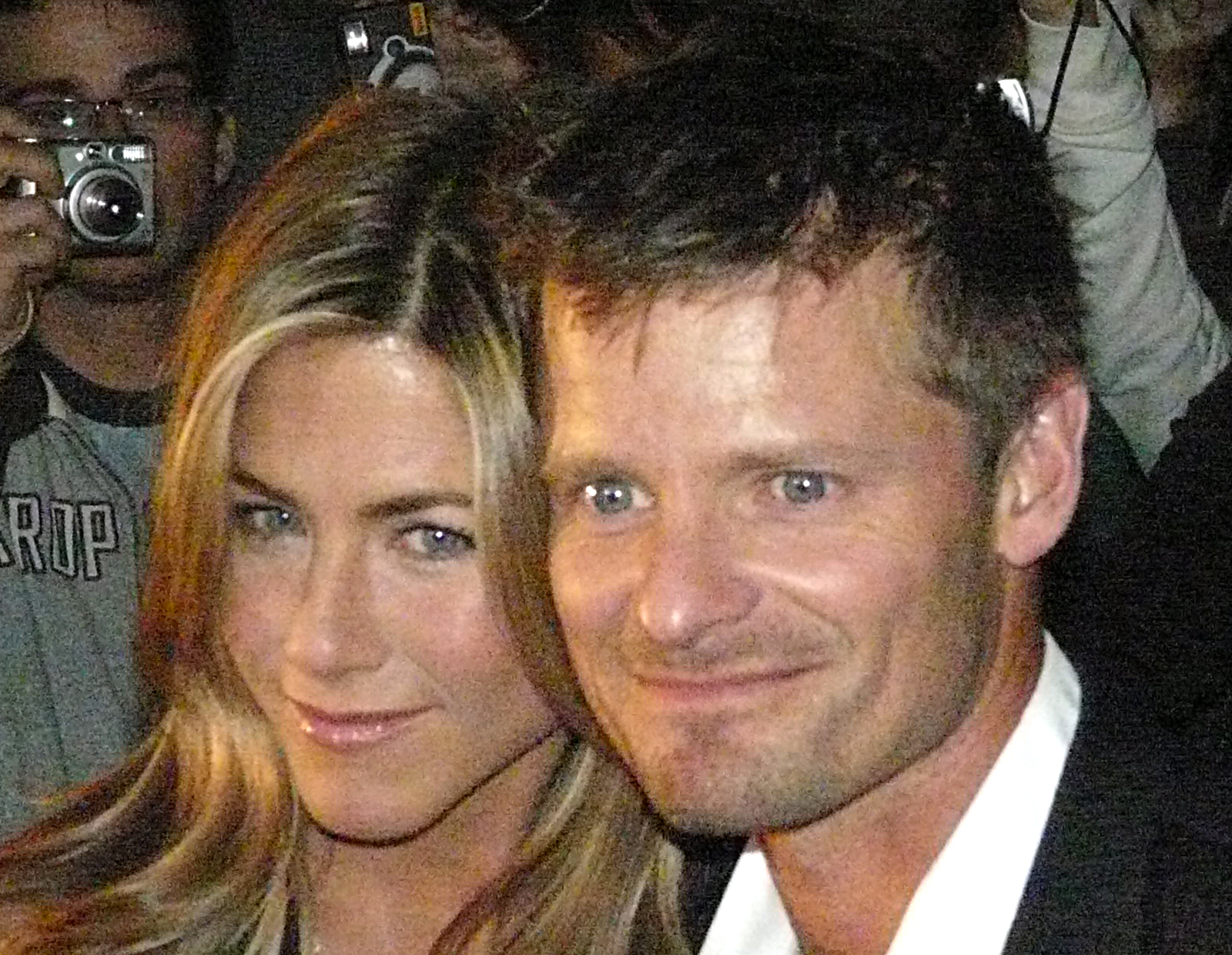
Jennifer Aniston e Steve Zahn all'anteprima del film al Toronto International Film Festival 2008

- Steve Zahn – Mike Flux, lavora presso il motel dei genitori.
- Jennifer Aniston – Sue Claussen, lavora come venditrice di quadri per aziende e alberghi.
- Margo Martindale – Trish, è la madre gravemente malata di Mike.
- Fred Ward – Jerry, è il padre di Mike.
- James Hiroyuki Liao – Al, è un amico di Mike, che lo aiuta a conquistare Sue.
- Woody Harrelson – Jango, è l'ex fidanzato di Sue, un ex punk divenuto un magnate dello yogurt.

## Produzione

### Riprese
Anche se nella pellicola le riprese avrebbero dovuto svolgersi a Kingman in Arizona, nel Maryland e a Washington, in realtà sono state interamente svolte nell'Oregon. Il motel si trova infatti a Madras, mentre la cittadina di Portland venne utilizzata per Baltimora. Invece di Aberdeen, vennero utilizzati sia Oregon City e West Linn. Anche la scena in cui Mike attraversa il paese dall'Arizona al Maryland venne interamente girata nell'Oregon.

## Colonna sonora
1. Hangover Days - Jason Collett
2. Never Been to Spain - Three Dog Night
3. Adventures in Solitude - The New Pornographers
4. All the Old Showstoppers - The New Pornographers
5. North Winds Blow - Guan Yunjie, Guo Lanying, Li Bo, Ya Jie e Yu Fu
6. Na Na Na - Royal Crescent Mob
7. Feel Like Makin' Love - Matt Sweeney
8. Music for Royal Fireworks - Georg Friedrich Händel
9. Polonaises for Piano, Op 1 - No. 3 in D Major - Clara Schumann
10. Poison Love - Doug Sahm
11. Don't Make It Better - Caitlin Cary & Thad Cockrell
12. Fate of Fates - F*cked Up
13. Feel Like Makin' Love - Steve Zahn
14. What I'm Looking For - Brendan Benson
15. Cookie Jar - Mark Mulcahy